# کیتون ئی‌ایکس۸۰
کیتون ئی‌ایکس۸۰ یک خودروی مینی‌ون است که توسط حودردسازی کیتون تولید می‌شود.

## بررسی اجمالی

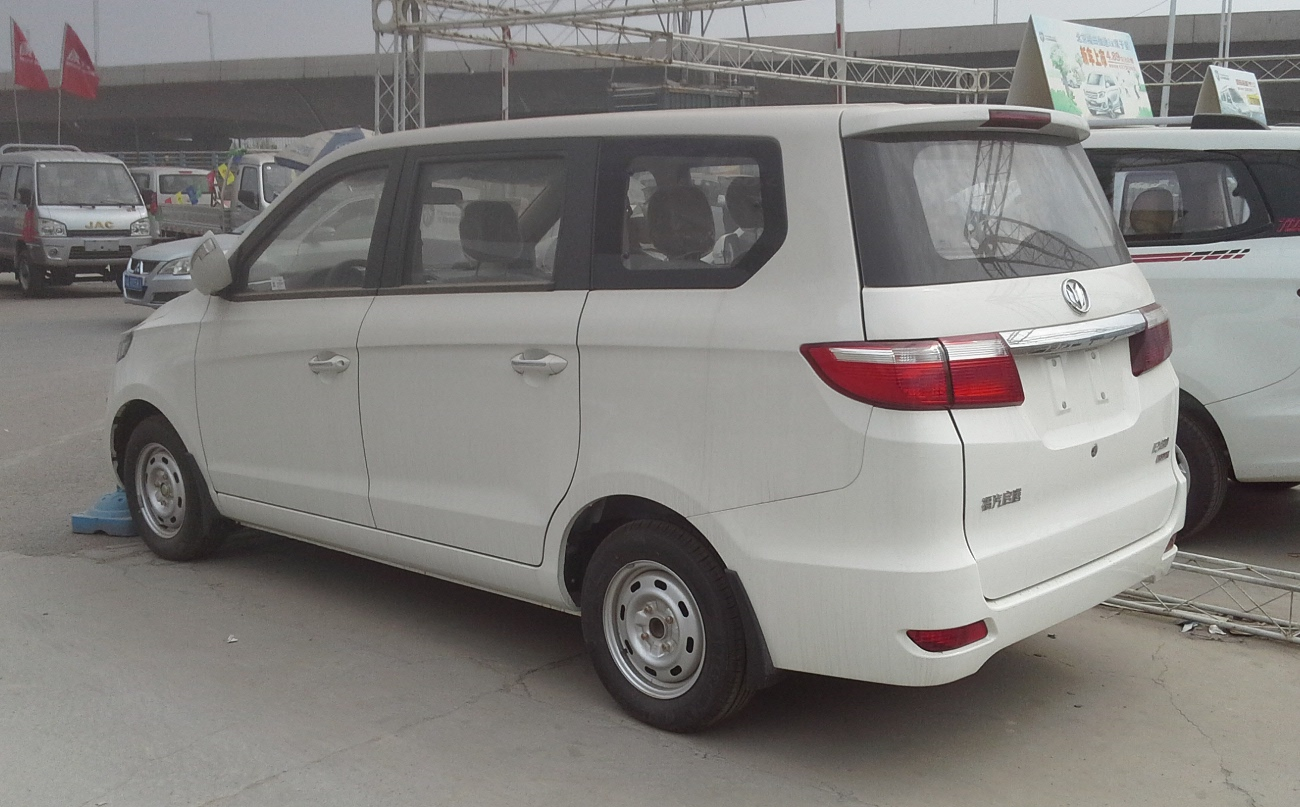
کیتون ئی‌ایکس۸۰ (عقب)

ئی‌ایکس۸۰ با یک موتور ۱٫۵ لیتری چهارسیلندر بنزینی با ۱۱۶ اسب بخار قدرت تولید می‌شود که به یک جعبه‌دنده پنج سرعته دستی متصل می‌شود.

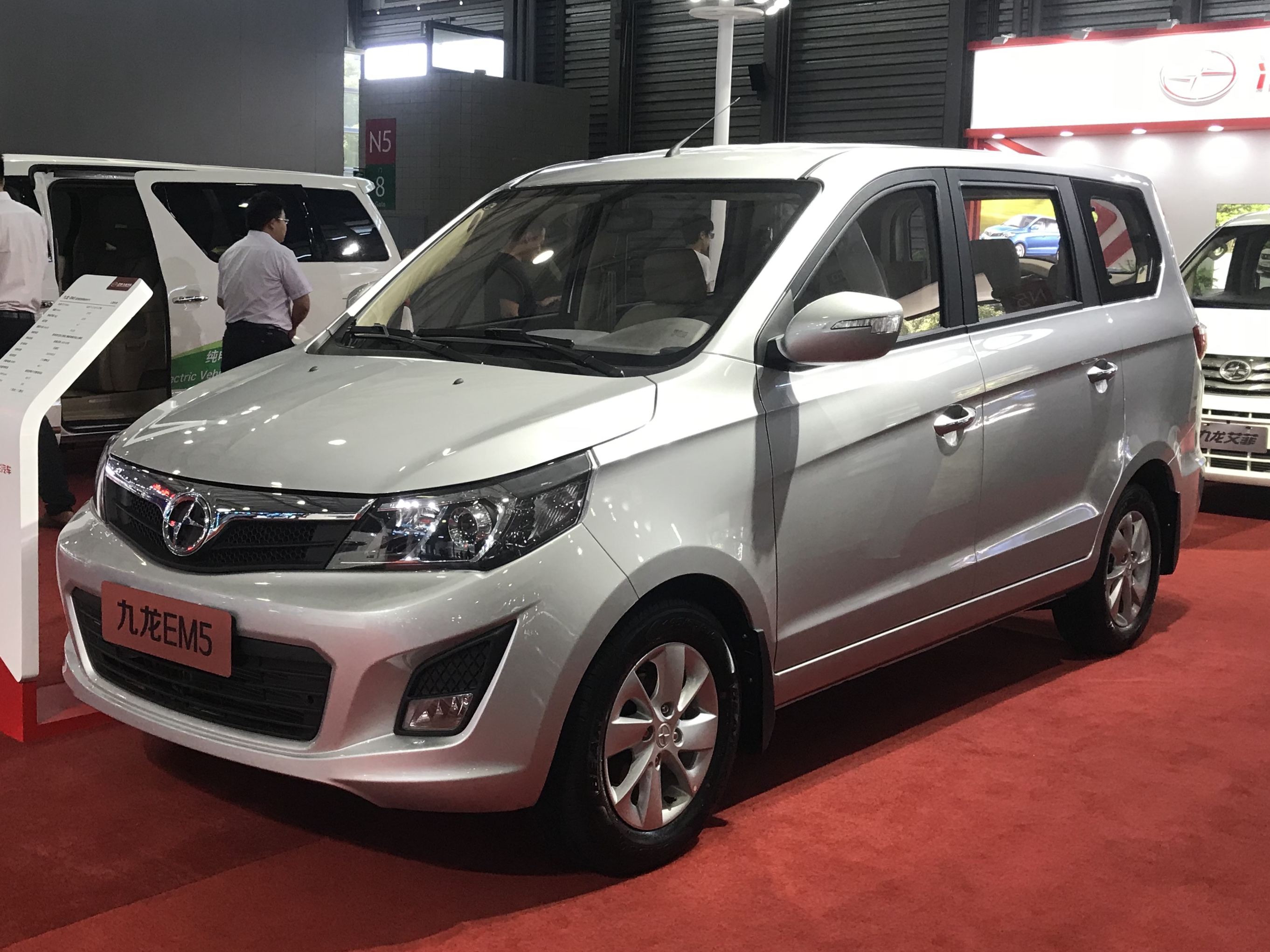
جویلانگ ئی‌ام۵ (جلو)
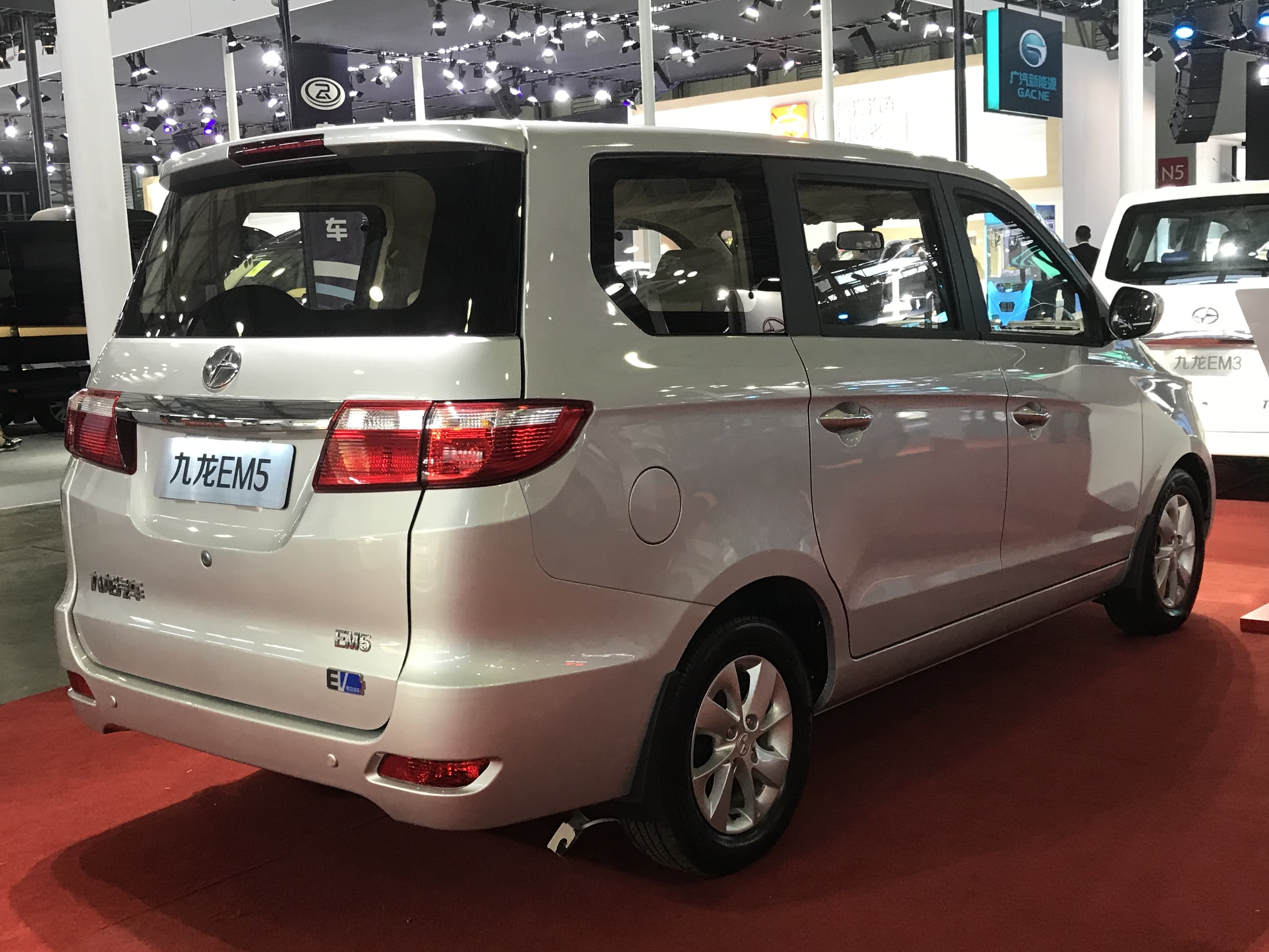
جویلانگ ئی‌ام۵ (عقب)